# Triptofan
Triptofan je esencijalna aminokiselina, (u ljudskoj prehrani). Jedna je od 20 uobičajenih aminokiselina u genetičkom kodu, odgovoran kodon je UGG. U proteinima sisavaca pojavljuje se samo L-stereoizomer, dok se D-stereoizomer povremena nalazi u prirodnim materijalima. Triptofan se od ostalih aminokiselina razlikuje po indolnom prstenu u svojoj strukturi.

## Uloga
Za mnoge organizme i ljude, triptofan je esencijalna aminokiselina. Što znači da se ne može sintetizirati u organizmu već ju je potrebno unijeti hranom. Glavna uloga aminokiselina uključujući triptofan je izgradnja proteina (bjelančevina). Osim toga, triptofan ima i dodatnu ulogu, izgrađuje:
- Serotonin (5-Hidroksitriptamin, 5-HT) (Neurotransmiter) - preko triptofan hidroksilaze.
- Melatonin (Neuro Hormon) - iz serotonina preko 5-hidroksiindol-O-metiltransferaze
- Niacin (Vitamin B3)

## Triptofan u medicini
Metabolit triptofana 5-hidroksitritpofan (5-HTP) predložen je za liječenje epilepsije.
5-HTP se u organizmu brzo raspada na 5-HT - Serotonin stoga može biti pogodan i za liiječenje depresije, manjkavost tome je što serotonin kratko ostaje u organizmu jer ga brzo metabolizira monoamina oksidaza. U Europi se nalazi u prodaji pod trgovačkim imenom Cincofarm i Tript-OH.